# Wiaczesław Swiderski
Wiaczesław Mychajłowycz Swiderski, ukr. Вячеслав Михайлович Свідерський (ur. 1 stycznia 1979 w Kijowie, Ukraińska SRR) – ukraiński piłkarz, grający na pozycji obrońcy, reprezentacji Ukrainy.

## Kariera piłkarska

### Kariera klubowa
Wychowanek Szkoły Piłkarskiej Obołoni Kijów, w którym rozpoczął karierę piłkarską. Pierwszy trener Hryhorij Matijenko. W latach 1999–2000 próbował swoich sił w Dynamie Kijów, ale na jego pozycji grał bardziej doświadczony Serhij Fedorow. Na początku 2002 przeniósł się do rosyjskiej Ałanii Władykaukaz, dokąd zaprosił go były trener Obołoni Wołodymyr Muntian. Potem występował w klubach Dinamo Moskwa i Saturn Ramienskoje. Latem 2005 powrócił do Ukrainy, gdzie podpisał kontrakt z Szachtarem Donieck. Przez bardzo wysoką konkurencji na jego pozycji został wypożyczony najpierw do Arsenału Kijów, a potem do Czornomorca Odessa. Latem 2007 przeszedł do Dnipra Dniepropetrowsk. Nieczęsto wychodził na boisko, dlatego został wystawiony na transfer, a w marcu 2009 podpisał kontrakt z Tawrią Symferopol, w której występował do końca 2009 roku. Po 2 latach przerwy na początku 2012 powrócił do gry w klubie Howerła-Zakarpattia Użhorod, ale rozegrał jeden mecz i po zakończeniu sezonu 2012/13 opuścił zakarpacki klub.

### Kariera reprezentacyjna
Debiutował w reprezentacji w meczu Ukrainy z Danią 30 marca 2005. Do tej pory rozegrał dla swojej reprezentacji 10 spotkań (stan na 16 października 2006), brał udział w Mistrzostwach Świata w Niemczech 2006 (zagrał w trzech spotkaniach).

## Sukcesy i odznaczenia

### Sukcesy klubowe
- wicemistrz Ukrainy: 2007
- mistrz Pierwszej Ligi Ukrainy: 2012

### Sukcesy reprezentacyjne
- ćwierćfinalista Mistrzostw Świata: 2006

### Odznaczenia
- tytuł Mistrza Sportu Klasy Międzynarodowej: 2005[4]
- Order „Za odwagę” III klasy: 2006[5]